# Водопад Девет извора
Девет извора, по-известен с турското си име Докузак, е водопад в природен парк „Странджа“. Той събира водите на няколко карстови извора от Малкотърновската котловина – Големият врис, Малкият врис, Сушица, Бигорът, Бялата вода и Деветте извора. Височината на водопада е 5 метра.